# Black Fuel
Black Fuel is het vierde album van de Belgische band Channel Zero.
Het album werd opgedragen aan de voormalige gitarist van de groep Patrice Hubloux, die stierf in 1995.

## Tracklist
1. Black Fuel - 5'10
2. Mastermind - 3'32
3. Call on Me - 5'28
4. Fool's Parade - 5'05
5. Self Control - 5'09
6. Misery - 3'56
7. Hill - 5'35
8. Love/Hate Satellite - 2'22
9. Caveman - 3'01
10. Put It In - 2'54
11. Wasted - 2'57
12. Outro - 6'27

## Meewerkende muzikanten
- Producer
  - Attie Bauw
- Muzikanten:
  - Franky De Smet-Van Damme (zang)
  - Olivier De Martino (basgitaar)
  - Phil Baheux (drums)
  - Xavier Carion (gitaar)